# Hörn Campus
Der Hörn Campus ist ein Bürogebäudekomplex in Kiel. Es wurde in den Jahren 2000 und 2001 für rund 23 Mio. DM auf der ehemaligen Hafenbrache zwischen der Innenstadt als Teil der geplanten Kai-City Kiel errichtet.

## Architektur

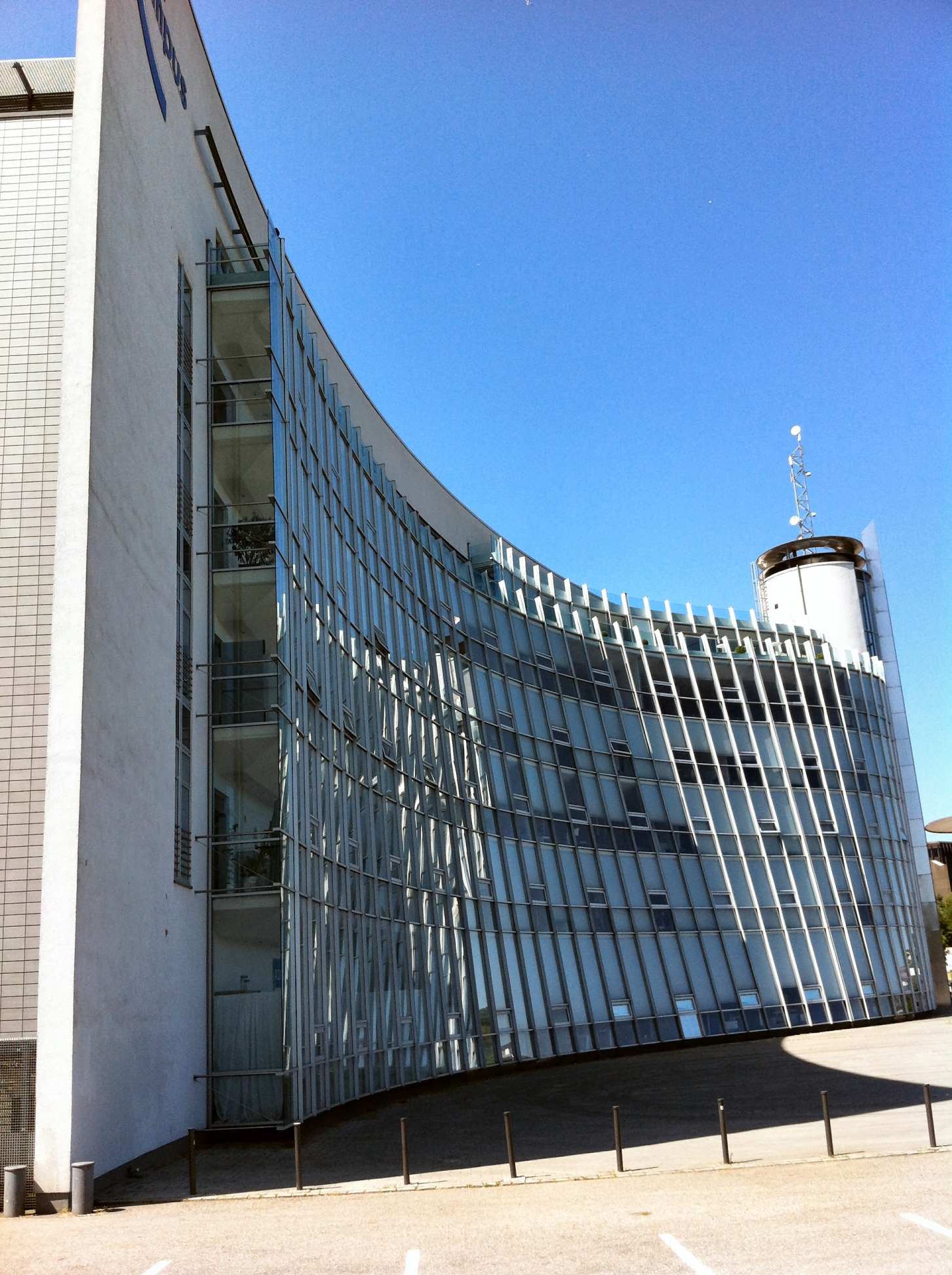
Seitenansicht

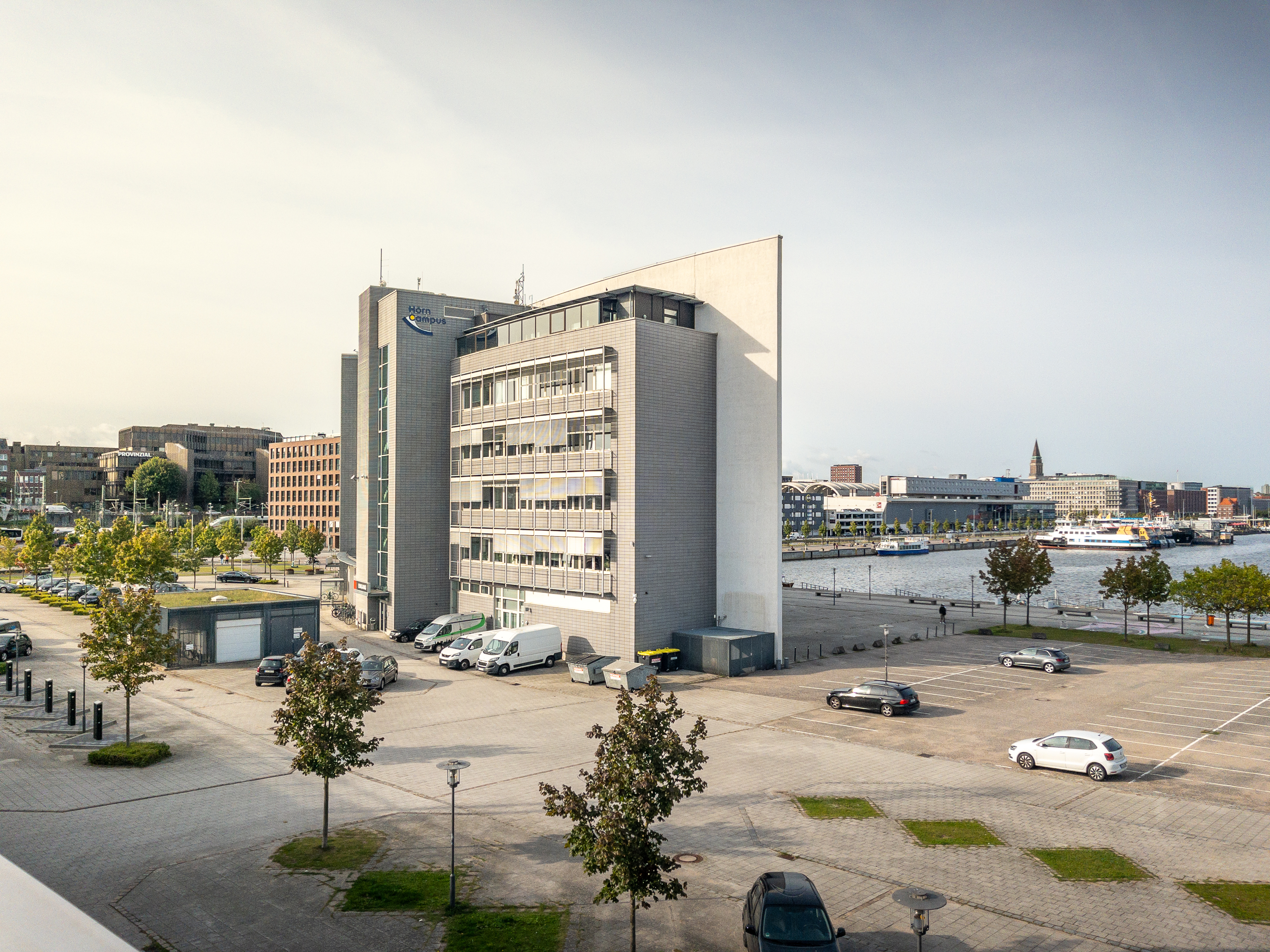
Rückseite

Die Architekten Schmidt + Bremer haben gemeinsam mit den Architekten Christensen und Steuber den Entwurf für dieses Gebäude erarbeitet.
Der Hörn Campus hat eine spiegelnde, in Wellenform geschwungene Glasfront mit einer Gesamtfläche von 1.800 m². Diese stellt ein Segel dar und soll somit die maritimen Elemente Wind, Wasser und Bewegung als „Glassegel“ versinnbildlichen. Häufig finden auf diesem Areal Festivals und Sportveranstaltungen statt, insbesondere zur Kieler Woche. Die Rückseite des Gebäudes besteht aus Treppentürmen und einer Kühlrippenfassade.

## Geschichte
Der Hörn Campus war das erste Gebäude, das auf dem Areal der Kai-City Kiel entstand. Der Bau wurde auch mit öffentlichen Mitteln gefördert. Man erhoffte sich von dem neuen Bürogebäude maßgebliche wirtschaftliche Impulse für das Gebiet um die Hörn. In und um den Hörn Campus sollten in erster Linie Unternehmen aus der Informations- und Kommunikations-Branche angesiedelt werden.

## Lage
Der Hörn Campus befindet sich am Ende der Hörn, der Hafenspitze Kiels, die den südlichen Abschluss der Kieler Förde bildet. In unmittelbarer Nachbarschaft befinden sich die Agentur für Arbeit Kiel und die Halle400.